# Team Red Bull
A Team Red Bull foi uma equipe de automobilismo da NASCAR de propriedade da Red Bull GmbH com sede em Mooresville, na Carolina do Norte, nos Estados Unidos, era comandada por Jay Frye.

## História

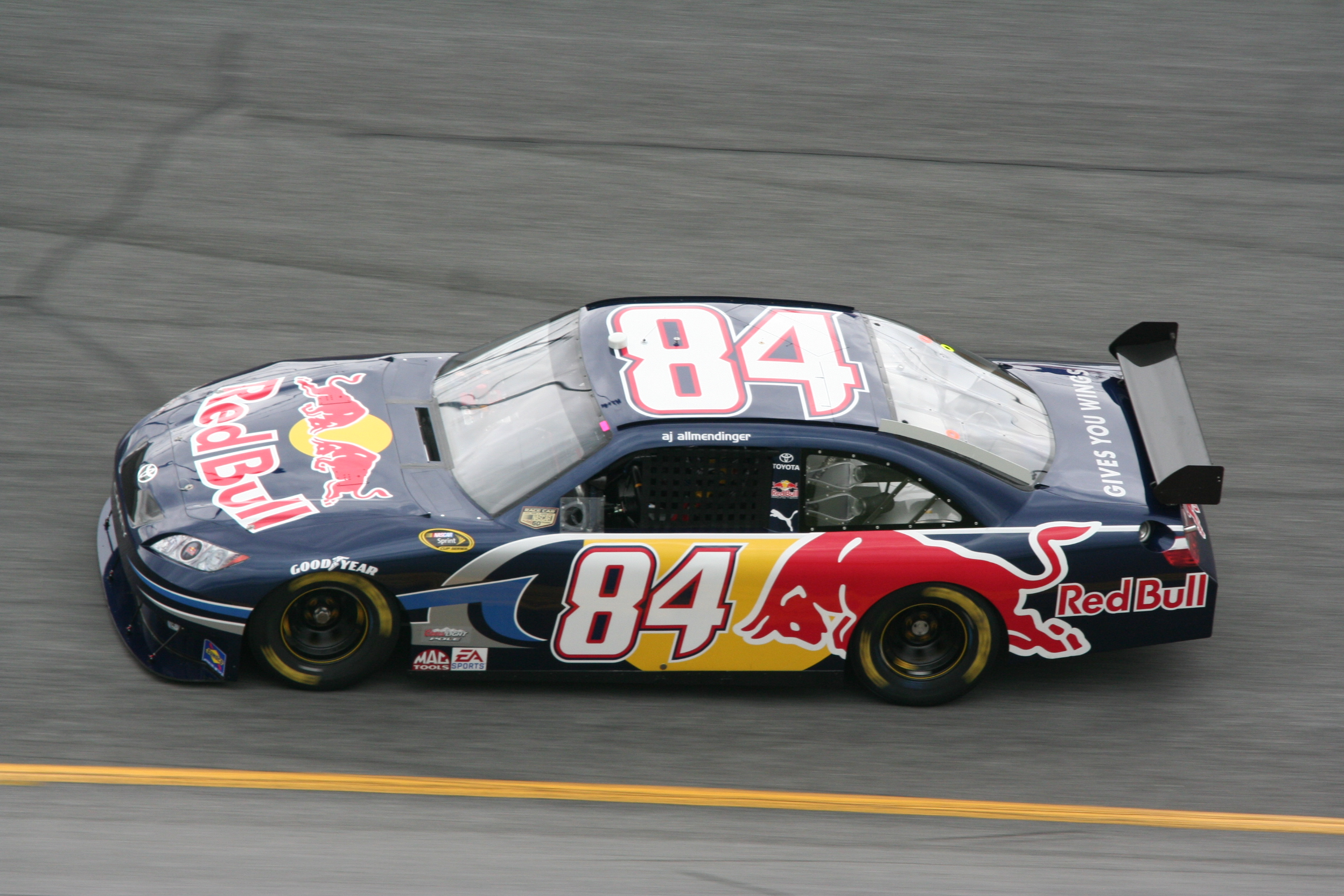
Carro da Team Red Bull em 2008.

A equipe foi fundada em 2006, comprando a antiga sede da Team Penske, durante a primeira temporada utilizou carros da Bill Davis Racing com motor Dodge. Em 2007 passou a utilizar motores Toyota com os pilotos Brian Vickers e A. J. Allmendinger, em 2008 Scott Speed substituiu Allmendinger, em 2009 conseguiu sua primeira vitória com Vickers em Michigan, em 2011 devido a problemas de saúde, vários pilotos correram no lugar de Vickers que voltaria somente em 2011 junto com Kasey Kahne.